# Pirates des Caraïbes : Jusqu'au bout du monde (jeu vidéo)
Pour le film, voir Pirates des Caraïbes : Jusqu'au bout du monde. Pour les autres significations, voir Pirates des Caraïbes (homonymie).
Pirates des Caraïbes : Jusqu’au bout du monde est un jeu vidéo d'action-aventure développé par Eurocom et édité par Disney Interactive Studios sur une multitude de plates-formes en mai 2007. Parallèlement, une version exclusive sur Nintendo DS, du fait de son format portable, a été développée par Amaze Entertainment. Sur la base du scénario de Pirates des Caraïbes : Jusqu'au bout du monde, le joueur part à la recherche de Jack Sparrow dans l'antre de Davy Jones.

## Système de jeu
Jusqu'au bout du monde est un jeu d'action-aventure à la troisième personne, bien que la version Nintendo DS soit un défilement latéral 3D. Outre le jeu principal, des mini-jeux comprenant des duels à l'épée multijoueurs, les jeux de cartes Hearts, Texas hold 'em-style Poker et Pirate Dice peuvent également être joués.
Sur Nintendo DS, le jeu se déroule en 6 niveaux : 
- Île des Quatre Vents : Will Turner part à la recherche du Coffre de Davy Jones, y affronte des pirates ainsi que l'ex-Comodorre Norrington

- Singapour : Élisabeth Swann se rend à Singapour et y recherche le Capitaine Sao Feng

- Antre de Davy Jones : L'équipage du Black Pearl se rend dans l'antre de Davy Jones et part à la recherche de Jack Sparrow afin de le sauver et le persuader d'assister à la Confrérie des Pirates

- Évasion du Hollandais Volant : Élisabeth Swann doit s'évader du Hollandais Volant sans se faire repérer par l'équipage de celui-ci

- Baie des Naufragés : Le joueur doit vaincre trois Maîtres Pirates (le Capitaine Chevalle, le Corsaire Ammand et " L'Honorable Jocard") pour les persuader d'intégrer la Confrérie des Pirates qui envisage de libérer la Déesse Calypso de son enveloppe charnelle

- Maëlstrom : Le joueur affronte une dernière fois Davy Jones

## Accueil
- Jeuxvideo.com : 10/20 (PS2/PSP/PC/Wii)[1] - 11/20 (DS)[2] - 13/20 (PS3/X360)[3]